# Scarus fuscopurpureus
Scarus fuscopurpureus là một loài cá biển thuộc chi Scarus trong họ Cá mó. Loài này được mô tả lần đầu tiên vào năm 1871.

## Từ nguyên
Tính từ định danh của loài được ghép bởi hai từ trong tiếng Latinh: fuscus ("sẫm tối") và purpureus ("tím"), hàm ý đề cập đến màu sắc của cá cái (nâu tím).

## Phạm vi phân bố và môi trường sống
S. fuscopurpureus có phạm vi phân bố từ Biển Đỏ trải dài về phía nam đến Somalia, băng qua bờ biển Yemen và Oman ở phía đông, ngược lên vịnh Ba Tư ở phía bắc đến Kuwait.
S. fuscopurpureus sống ở vùng nước nông, thường xuất hiện trên nền đáy cát hoặc cỏ biển và gần các rạn san hô, độ sâu đến ít nhất là 20 m.

## Mô tả
S. fuscopurpureus có chiều dài cơ thể tối đa được biết đến là 38 cm. Vây đuôi cụt ở cá cái, lõm sâu với hai thùy đuôi dài ở cá đực tạo thành hình lưỡi liềm. Cá đực và cá cái có răng nanh ở phía sau phiến răng của hàm trên, riêng cá đực có răng nanh ở cả sau phiến răng hàm dưới.
Cá đực và cá cái có 3 dải sọc xanh sau mắt, các vệt sọc tương tự bao quanh miệng và kéo dài ngược lên mắt, cũng như trên cằm. Vây lưng và vây hậu môn, cũng như vây đuôi có viền xanh lam sáng. Cá đực có màu xanh lục lam, thường có dải màu hồng hay màu cam nhạt ở bên thân. Vảy ở thân trước có viền đỏ, chuyển thành màu cá hồi (hồng cam) ở thân sau. Đầu có màu xanh lục sáng. Cá cái có màu nâu đỏ đến nâu tím, phớt cam ở cằm; vảy giữa thân thường có màu lục sẫm.
Số gai vây lưng: 9; Số tia vây ở vây lưng: 10; Số gai vây hậu môn: 3; Số tia vây ở vây hậu môn: 9; Số tia vây ở vây ngực: 14–15.
S. fuscopurpureus là một loài chị em với Scarus russelii, một loài có phạm vi rộng rãi ở Ấn Độ Dương.

## Sinh thái học
Thức ăn của S. fuscopurpureus chủ yếu là tảo. S. fuscopurpureus có thể sống theo cặp hoặc hợp thành từng nhóm nhỏ.